# المقاتل النهائي: غير المهزوم
المقاتل النهائي: غير المهزوم (بالإنجليزية: The Ultimate Fighter: Undefeated)‏ المعروف أيضًا باسم المقاتل النهائي 27 هو جزء من المسلسل التلفزيوني الواقعي المقاتل النهائي من إنتاج يو إف سي.